# Златоруни ован
Златоруни ован је народна прича коју је записао и обрадио Лазар Марјановић, учитељ грчког језика из Земуна и послао је Вуку Стефановићу Караџићу који ју је објавио 1853. године у склопу своје збирке Српске народне приповетке у Бечу.
Време и место приповетке нису одређени и прецизирани, а састоји се из шест композиционих целина.

## Синопсис
Неименовани ловац је са својом ловачком дружином пошао у лов на планину да траже необична створења којих је по причама староседелаца та планина била пуна. У једном тренутку ловац се одвојио од своје скупине и тад је угледао овна који је имао златну вуну. Помислио је како би то био добар трофеј на његовом зиду и покушао да га убије, али пре него што је стигао да нанишани, ован се затрчао и набоо ловца на рогове и убио га. Кад су остали чули крик потрчали су ка њему, али нису могли ништа да ураде, већ је био мртав. Само његово тело су и нашли, од убице није било ни трага ни гласа. Дуго су размишљали и покушавали да одгонетну која звер га је убила, али узалудно. 
Његово тело су пренели назад кући и сахранили га, а жена ловца је окачила злосрећну пушку о клин и никоме није дозвољавала да је узме.
Кад је њихов син порастао тражио је од мајке да му да пушку да оде са њом у лов, али мајка га одбија јер је његов отац док је он још био беба подигуо носећи ту пушку.
Син је једног дана кришом узео пушку и отишао у планину. Тамо га налази ован са златном вуном и обрати му се људским гласом и каже му да је он убио његовог оца и да ће да убије и њега. Дечак се тад уплаши, али брзо подиже пушку и повлачи ороз и срећом убија овна пре него што је овај стигао да га прободе оштрим роговима. Дечак није знао шта да ради и одлучи да кући понесе само златно руно, па одере овна, а улов однесе да покаже мајци. Тад јој и исприча шта је чуо од овна, а она му каже како ће им то руно донети само невољу и да никоме не говори шта имају у кући.
Момак је послушао своју мајку, али тајна није могла да остане скривена заувек и почело је да се прича о златном руну. Прво међу родбином, па комшијама, а онда се прича прочула и на суседна места и градове, а у једном тренутку та вест стиже и до цара. Тад се он заинтересује за причу и наређује да му се донесе то златно руно.
Када су војници нашли момка позвали су га да се појави пред краља и покаже руно. Спроводе га до цара коме се руно одмах засвиђало и пита момка шта тражи за њега. Тад му младић одговара да то руно није на продају, што разљути цара који каже да је све у царству његово и понуди му много вишу цену него што је момак помислио да то руно икад може да вреди. Након тога му нуди и да дође да живи код њега на двор, да изабере себи занимање и шта год жели од блага, али он не прихвата ништа од тога.
Након тога цар сазива састанак и каже саветницима да смисле начин како да добије ту кожу. Један од царевих саветника који је био дечаков стриц саветује цара да му да неки задатак који неће моћи да испуни и да га убије ако не испуни то и онда узме руно. Цар позива момка и даје му први од три задатка који је било немогуће урадити. Он се жали мајци која му каже да му је лепо причала да ће она пушка да му дође главе као и његовом оцу.
Цар му је наредио да за недељу дана засади виноград и донесе вино са њега.
Момак не зна шта да ради и одлучује да оде из села и нестане како не би могли да га нађу. Док је ходао тако на једој пољани се појави девојчица која стане испред њега и пита га зашто плаче. Он јој исприча муку која га је снашла, а она му одговара да оде код цара и да га пита да изабере место где хоће да буде нови виноград, да му избраздају то и да узме торбу у коју ће да стави струк босиљка и да преспава на том месту и да ће за седам дана да има зрело грожђе.
Кад је отишао код цара он одради шта је момак тражио, а онда он према упутству девојчице стави босиљак у торбу и преспава ту. Ујутру види виноград посађен, а друго јутро већ олистао, а седмог дана грожђе већ зрело у њему. Тад момак узме грожђе и направи вино које однесе цару. Тад су се цар као и сви на двору зачудили, али је ипак обавио задатак, па му тад стриц дечака посаветова да ова пут тражи нешто баш нереално како то сигурно не би могао да обави. Договарају се да му затраже да од вилинских зуба сагради цару двор. Он се опет жали мајци која га шаље на оно исто место где је срео девојчицу. Кад дође тамо она се опет појављује испред њега и пита га зашто је опет невесео и уплакан. Кад јој је испричао нови задатак она га саветује шта да ради. Каже му да тражи од цара лађу и на њој триста акова вина и триста акова ракије и двадесет дунђера. Тад треба да отплови између две планине где му она каже и да загради воду што протиче ту па у њу да сипа сво вино и ракију. Кад бића дођу да пију воду опиће се и попадаће, а онда дунђери требају да им изрежу зубе које онда треба да однесе на место на коме цар хоће да се налази двор и да преспава тамо седам дана и имаће готов двор.
Одлази код цара и ради како му је девојчица рекла и за седам дана је цар имао изграђен двор. Тад се цар још више изненадио и каже стрицу дечака да он није човек пошто човек не би могао да одради тако нешто. Стриц му одговара да му зада још један задатак, па ако и тај одради онда је стварно нешто више од човека.
Трећи задатак који је требао да обави био је да му доведе царску девојку из једног удаљеног града у другом царству. Тад момак понавља све као и претходни пут, а девојчица му каже да тражи од цара галију  на којој ће да буде двадесет дућана и у сваком најбоља роба, свила, накит, зачини... И да нађу најлепше момке који ће радити као продавци. Такође треба да му тражи и дукате, пошто ће успут наилазити на чамце са којих треба да откупи животиње које се на њему налазе. Једино му напомиње да не сме да силази са брода док се не врати са девојком у царство. 
Кад је момак одрадио шта му је речено и кренуо на пловидбу срео је једног чамџију који је возио велики кавез у коме се налазио највећи орао ког је икад видео. Младић је видео да је орао неухрањен и да ће убрзо умрети па пита чамџију да му прода птицу. Он му рече да тражи хиљаду дуката за њу, а момак их изброја и откупи птицу. Хранио је и бринуо о њој док није живнула и почела да лети. Момак од орла узима једно перо и пушта га на слободу говорећи му да ће да га позове ако му некад затреба. Током путовања га орао повремено обилази и проводи време на броду.
Након дуже пловидбе опет пристаје један чамац уз галију, а у чамцу се налази буде са водом и у њему плива златна риба. Кад га младић упита јел хоће да је прода овај му одговара да хоће за хиљаду дуката. Младић потом узима једну крљушт од рибе и пушта је на слободу којој исто говори да ће је позвати ако му затреба. Месецима су путовали кад су видели обалу и мали чамац како им се приближава. Тад у чамцу види човека коме на рамену стоји голуб. Тад откупљује и голуба за хиљаду дуката и одлазе даље. Младић голубу узима перце и каже му да ће да га позове ако му затреба и потом га ослободи.
Кад напкон стижу на обале царског острва на које су се упутили истичу трговачку заставу и шаљу гласника да најави њихов долазак. Добијају одобрење да се усидре у луку и отварају дућане у које долазе људи да купују и да се диве роби. Глас о скупоценој лепој роби стиже и до цареве ћерке која моли оца да је пусти да оде у куповину. Кад је стигла са дворским дамама младић јој показује какву робу има и води је од једног дућана до другог. Грађани су полако напуштали галију и остала је само царева ћерка са слушкињама кад младић капетану даје уговорени знак да неприметно покрене галију. Кад је девојка схватила да се галија покренула она птицу која јој је била на рамену шаље да јави њеном оцу на двор шта се дешава. Тад момак пали орлово перо и он се истог тренутка појављује пред њим, а он му тражи да му донесе принцезину птицу што овај и чини. Младић птицу ставља у кавез и каже принцези да ће да јој врати љубимицу кад мало одмакну од обале. Тад принцеза скида и баца прстен са руке у воду. Галија се и поред повољног ветра зауставља и не мрда. Покушали су и да веслају, али се брод свеједно не помера. Тад младић вади златну крљушт и запали је како би призвао рибу. Тад јој затражи да му донесе принцезин прстен, а кад га добија каже јој да ће да јој врати прстен кад стигну у царство.
После више недеља путовања, кад су већ дошли близу куће упловљавају у теснац између две планине, а у најужем делу кланца галија стаје и претвара се у камен, а потом крећу и људи на броду да се окамењују. Тад му принцеза каже да може да их спаси само жива вода. Младић тешком муком пали перце голуба који се убрзо појављује. Он окачи бочицу голубу око врата и каже му да насипе живу воду и донесе је. Кад се голуб вратио принцеза попрска по палуби и све поче да се враћа у пређашње стање и после без заустављања стижу у њихово царство.
Народ је долазио на пристаниште да дочека путнике, а младићев стриц рече цару да је најбоље да одмах погуби младића иако је испунио задатак, пошто не постоји више ништа што би мога да му затражи а да овај не може да испуни. Младић је последњи сишао са галије, а џелат му сабљом одмах одсече главу. Тад принцеза узима живу воду из бочице око врата што јој је остала и оживљава младића. Кад цар и његов саветник виде да је младић оживео саветник му рече да ће он кад је био мртав и оживео знати још више него што је знао.
Тад краљ наређује да и њему самом одрубе главу како би га принцеза оживела, али она није хтела ни да чује за њега и цар остаде мртав. Тад принцеза пише оцу писмо и препричава му шта се договило и тражи од оца благослов да може да се уда за њега. Он јој одговара да његов народ мора њега да призна за цара да би принцеза могла да се уда за њега, а ако неће да га признају да ће он да пошаље војску зато што су му украли ћерку. Тад народ признаје младића за цара и он се жени принцезом, а остали момци који су ишли са њим се жене принцезиним пратиљама.